# Alfred Neubauer
Pour les articles homonymes, voir Neubauer.
Alfred Neubauer, né le 29 mars 1891 à Neutitschein en Silésie autrichienne, et mort le 22 août 1980  à Stuttgart en Allemagne, est une personnalité du sport automobile. Il est surtout connu pour avoir dirigé l'équipe de course de Mercedes-Benz de 1926 à 1955.

## Biographie
Mécanicien au sein de l'armée austro-hongroise pendant la Première Guerre mondiale, Alfred Neubauer rejoint la firme autrichienne Austro-Daimler après la fin des hostilités. Il y travaille sous les ordres d'un certain Ferdinand Porsche, en tant qu'ingénieur et pilote d'essai. Parallèlement, il tente de percer en compétition, mais sans grand succès. En 1923, avec Porsche, il rejoint Daimler (qui deviendra Daimler-Benz peu de temps après) à Stuttgart.
En 1926, Daimler-Benz lui confie la responsabilité de l'équipe de course. À un poste jusque-là négligé et aux contours mal définis, Neubauer affirme ses qualités de meneur d'homme et d'organisateur et révolutionne totalement la fonction de directeur de course. Personnage autoritaire et omnipotent (mais pourtant très apprécié par ses hommes), à la corpulence impressionnante, il confère à l'équipe Mercedes une rigueur quasi-militaire dans laquelle aucun détail, même le plus insignifiant, n'est laissé au hasard.
Sous la houlette de Neubauer, Mercedes domine le sport automobile de l'entre deux guerres, et reprend son implacable marche en avant à partir de 1952, année du retour de la firme à l'étoile dans les compétitions internationales. Cette domination culminera en 1954 et 1955, les deux saisons passées par Mercedes en Formule 1 et ponctuées par les deux titres mondiaux de Juan Manuel Fangio. Mais c'est également le 11 juin 1955 que Neubauer connaît l'heure la plus sombre de sa vie professionnelle, avec la catastrophe des 24 Heures du Mans, où 84 spectateurs furent tués par les éléments de la Mercedes 300 SLR de Pierre Levegh. Au cœur de la nuit mancelle, quelques heures plus tard, Neubauer recevra l'ordre de sa direction de retirer les Mercedes de la course (et notamment celle de l'équipage Fangio/Moss, alors en tête).
Durement éprouvé par la catastrophe du Mans, mais également conscient de n'avoir plus rien à démontrer en sport automobile, Mercedes décide de se retirer des compétitions internationales sur circuit à la fin de l'année 1955. C'est également le moment que choisit Alfred Neubauer pour prendre sa retraite, à l'âge de 64 ans.